# Aleksandr Pieszechonow
Aleksandr Anatoljewicz Pieszechonow (ros. Александр Анатольевич Пешехонов;  ur. 13 marca 1979 w Mieleuzie) – rosyjski były wspinacz sportowy. Specjalizował się we wspinaczce na czas. Brązowy medalista mistrzostw świata z 2003 oraz mistrz Europy w 2004.

## Kariera sportowa
W 2003 roku we francuskim Chamonix-Mont-Blanc na mistrzostwach świata zdobył brązowy medal we wspinaczce sportowej w konkurencji na czas, w finale przegrał z Ukraińcem Maksymem Stienkowym oraz z Polakiem Tomaszem Oleksym. 
Na mistrzostwach Europy w 2004 we włoskim Lecco został mistrzem Europy, a w roku 2006 w rosyjskim Jekaterynburgu wywalczył brązowy medal.
Uczestnik World Games w 2005 w Duisburgu, gdzie zdobył złoty medal we wspinaczce na  szybkość. Wielokrotny uczestnik, medalistka prestiżowych, elitarnych zawodów wspinaczkowych Rock Master we włoskim Arco, gdzie zdobył brązowy w roku 2004.

## Osiągnięcia

### Mistrzostwa świata
| Konkurencje                 | 2003 | 2005 | 2007 |
| Wspinaczka na czas. na czas | 3    | 8    | 10   |

### Mistrzostwa Europy
| Konkurencje  | 2002 | 2004 | 2006 |
| Wsp. na czas | 6    | 1    | 3    |

### World Games
| Konkurencje  | 2005 |
| Wsp. na czas | 1    |

### Rock Master
| Konkurencje  | 2002 | 2003 | 2004 | 2005 | 2006 | 2007 |
| Wsp. na czas | 5    | 6    | 3    | 4    | 5    | 11   |